# Жёлудева, Светлана Ивановна
Светлана Ивановна Жёлудева (29 ноября 1948, Москва — 17 мая 2008, Москва) — советский и российский физик, доктор физико-математических наук, специалист по физике поверхности наноструктур, нанодиагностике, синхротронным исследованиям, рентгеновской и рентгено-флуоресцентной диагностике, рентгеновской оптике.

## Биография
Родилась 29 ноября 1948 года в Москве. 
Отец — Иван Степанович Жёлудев, (1921, д. Заголодье Усвятской волости — 1996), доктор физико-математических наук, профессор, с 1966 по 1971 и с 1975 по 1981 работал заместителем директора Международного агентства по атомной энергии (МАГАТЭ), а до и после этого назначения в Институте Кристалографии АН СССР/РАН. Мать — Галина Антоновна Жёлудева (урождённая Красникова) (1926, Трубчевск) кандидат физ.-мат. наук, работала в МГУ.
С. И. Жёлудева окончила английскую спецшколу № 4 (ныне школа № 1260) в Москве в 1966 году с серебряной медалью. В 1972 году Светлана Ивановна окончила Физический факультет Московского государственного университета имени М. В. Ломоносова и в 1976 г. там же защитила кандидатскую диссертацию на тему «Исследование доменной рекомбинационной неустойчивости в режимах импульсного и переменного напряжений» и докторскую диссертацию по теме «Метод длиннопериодических стоячих рентгеновских волн для характеризации слоистых наноструктур» (1995).
С 1976 года С. И. Жёлудева года работала в Институте Кристаллографии РАН (ИК РАН), где с 1998 года занимала должности заместителя директора ИК РАН по научной работе и заместителя председателя Учёного совета ИК РАН. С её непосредственным участием разрабатывались элементы рентгеновской оптики для Курчатовского центра синхротронного излучения и нанотехнологий (КЦСИ-иНТ). Позднее, под её руководством проходила разработка и изготовление синхротронной станции «Ленгмюр».
С. И. Жёлудева представляла Россию в Европейской Кристаллографической Ассоциации, была членом Бюро Национального Комитета Кристаллографов России. Светлана Ивановна работала ответственным секретарём, а затем заместителем главного редактора журнала «Поверхность. Рентгеновские, синхротронные и нейтронные исследования», членом редакционной коллегии журнала «Кристаллография», заместителем руководителя рабочей группы «Индустрия наносистем и материалов», руководителем секции «Нанотехнологии и наноматериалы» Министерства образования и науки Российской Федерации.
В 2006 году за создание научно-технического комплекса «Сибирь» в составе коллектива ведущих специалистов Института ядерной физики СО РАН, РНЦ «Курчатовский институт» и Института кристаллографии РАН С. И. Жёлудевой было присвоено звание «Лауреата премии Правительства Российской Федерации в области науки и техники».
На выборах в Российскую академию наук в мае 2008 г. она была выдвинута кандидатом в члены-корреспонденты РАН по специальности «Нанодиагностика» Отделения нанотехнологий и информационных технологий РАН и рекомендована Отделением для избрания, однако её скоропостижная кончина не дала этим планам осуществиться.
17 мая 2008 года скончалась при странных обстоятельствах в Москве.

## Семья
- Муж — Георгий Александрович Гусев (1948—2008);
  - Дочь — Анастасия Георгиевна Бутрым (род. 1973),
  - Сын — Антон Георгиевич Гусев (род. 1986);
- Брат — Николай Жёлудев (род. 1955),
- Брат — Андрей Жёлудев (род. 1969).